# Église Saint-Idunet de Châteaulin
 (décembre 2011).
Si vous disposez d'ouvrages ou d'articles de référence ou si vous connaissez des sites web de qualité traitant du thème abordé ici, merci de compléter l'article en donnant les références utiles à sa vérifiabilité et en les liant à la section « Notes et références ».
L'église paroissiale Saint-Idunet se situe dans la commune française de Châteaulin, dans le département du Finistère.

## Description

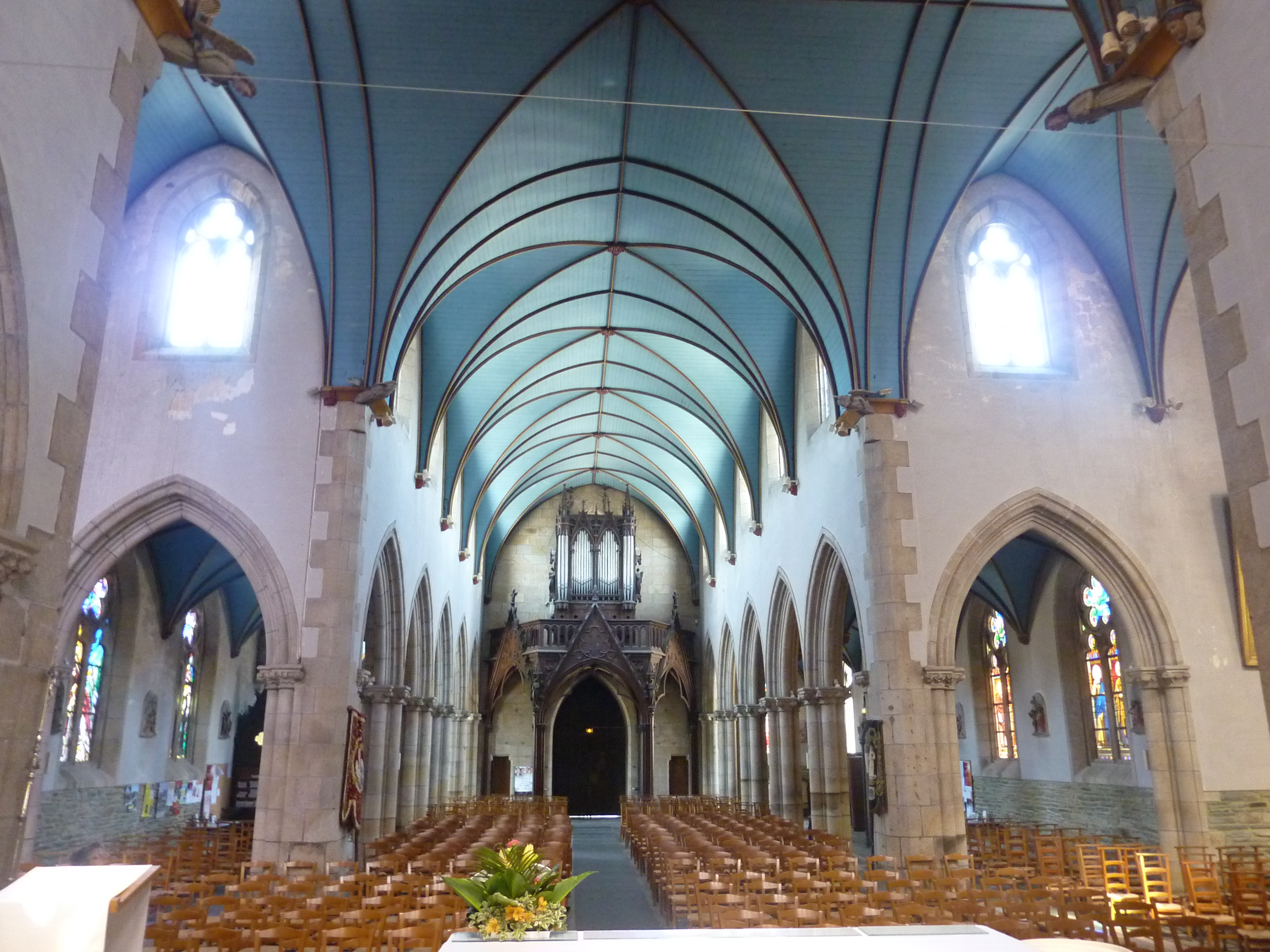
La nef.

L'église fut totalement reconstruite en 1869 dans le style néogothique à l'emplacement de l'ancienne église du prieuré. Le seul vestige visible du prieuré est une statue encastrée dans le mur du parking du presbytère portant l'inscription : M. Lolasulien Prieur : Chalin 1589.
À l'intérieur, dans le bras nord du transept est un retable de style baroque de la fin du XVIIe siècle caractérisé par ses colonnes torsadées autour desquelles s'enroule une vigne dont les oiseaux picorent les grappes de raisin. Près du retable est placée une belle pietà sculptée dans le granit. Dans le bras sud, un autre retable, du XVIIIe siècle, sert de réceptacle à une Vierge à l'enfant. La statue de saint Jean l'évangéliste rappelle que ce retable provient de l'ancienne chapelle des Hospitaliers de l'ordre de Saint-Jean de Jérusalem qui tenaient un hôpital au lieu-dit Kerjean. 
Les vitraux réalisés entre 1873 et 1930 par divers ateliers témoignent des dévotions nouvelles ou, comme au-dessus du chœur, de la recherche de l'identité bretonne.
L'église possède un tableau du peintre François Valentin : Le rosaire.